# День української хустки

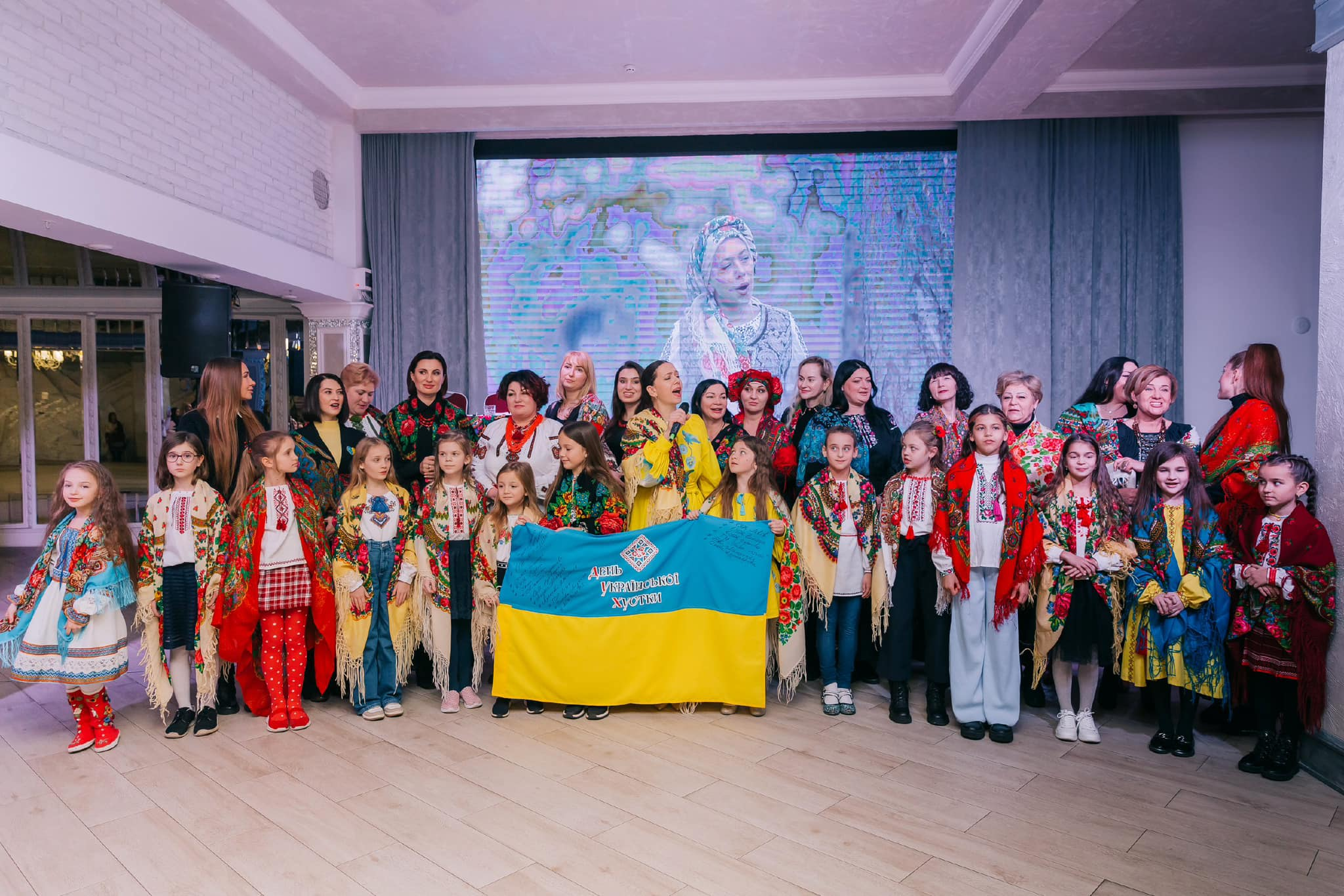
Засновниця свята ДУХ Людмила Станіславенко з гостями свята під час відзначення ДУХ у Вінниці.

День Української Хустки (ДУХ) — неофіційне щорічне свято з метою об'єднання жінок різного фаху, віку та національності для збереження українських традицій. Вперше свято відзначили у 2019 році 7 грудня. Саме в цей день мільйони жінок зі всього світу опублікували світлини з Хустками.  
У межах відзначення проводяться флешмоби «Зроби фото/відео з хусткою», для дівчат та жінок влаштуються майстер-класи та навчання, як правильно в'язати хустку.
У 2020 році у Вінниці започаткований флешмоб, присвячений Всесвітньому дню української хустки (7 грудня), встановив новий національний рекорд — «Міжнародний флешмоб впродовж доби. Найбільша кількість жінок в українських хустках».

## Історія
День Української Хустки почали відзначати з ініціативи вінничанки, депутатки Вінницької обласної ради, президента Міжнародного Клубу Успішних Жінок України Людмили Станіславенко. Ініціативу підтримали громадські діячі, актори та успішні жінки з України та усього світу. У 2019 році свято відзначили в Іспанії. Канаді, США, Казахстані, Йорданії, Латвії, Індії та Португалії. Цього ж року Людмила Станіславенко ініціювала проведення Дня Української Хустки на державному рівні.
У рамках флешмобу «Зроби фото/відео з хусткою» українки публікували свої світлини з хештегом #УкраїнськаХустка. Флешмоб швидко завоював популярність серед українок з усіх куточків країни та поза її межами. 2019 року світлини з українською хусткою у соцмережах опублікували понад мільйон учасниць.
У 2020 з нагоди свята українки в різних країнах світу також брали участь у флешмобі «Зроби фото\відео з хусткою». Саме у 2020 році, під час відзначення Дня Української Хустки, було встановлено національний рекорд — найбільша кількість жінок в українських хустках, фото яких викладено в соціальних мережах. До встановлення рекорду долучились етнічні українки, які мешкають за кордоном та жінки з 20 країн світу.
Окрім того, з нагоди свята засновниця свята Людмила Станіславенко та відомі вінничанки зняли кліп до пісні «Хустка, Хусточка, Хустина…» (слова і мелодія — Віра Майборода та Неля Майборода).
У 2022 році, на тлі повномасштабного вторгнення в Україну, свято отримало новий символ — жовто-блакитний прапор Дня Української Хустки (ДУХ). Цей стяг було створено не лише як символ свята, але й як втілення єдності та благодійності. На прапорі нанесено імена благодійників, які зробили внески на підтримку українських Захисників та Захисниць. 
Свято Дня Української Хустки має офіційну сторінку у Facebook, де публікуються новини, заходи та ініціативи, пов'язані зі святкуванням.

## Святкування

### 2019
Вінниця
Було підписано меморандум між Клубом успішних жінок «Жінки України» та громадською спілкою Спілка жінок України.
У молодіжному центрі «Квадрат» демонструвалися світлини, які впродовж трьох тижнів надсилали українки з Греції, Кенії, США, Польщі, Італії та Канади та було організовано виступи народних майстрів з Вінницької області, майстер-класи з в'язання хустки. Відбувся показ колекції суконь, виготовлених зі старовинних хусток, від вінницької дизайнерки Світлани Мазур.

### 2020
Вінниця
Організаторкою свята виступила ініціаторка заходу Людмила Станіславенко. До організації долучилось управління культури і мистецтв Вінницької обласної державної адміністрації, до святкування приєдналися заклади культури області. До уваги глядачів було представлено виставки «Жіночий костюм Східного Поділля» від Вінницького обласного краєзнавчого музею та «Традиції народного мистецтва» від Вінницького обласного центру народної творчості.
Майстер-класи проводили: Сергій Бугай (Вінницький обласний центр народної творчості) — молодий дослідник подільських традицій; та Юлія Васюк ("Етномайстерня «Коло») разом з гуртом «Мокоша» презентувала традиції пов'язування хусток жінок Східного Поділля.
Організатори врахували карантинні обмеження — свято транслювалось у режимі прямої трансляції та в соціальних мережах.
Вишневе
У Києво-Святошинській центральній районній бібліотеці відбулася книжково-ілюстративна виставка «Ой, хустина, хустиночка!…» з циклу книжкових виставок «Народні свята, обряди та традиції українського народу».

### 2021
День української хустки відсвяткували, зокрема, у Запоріжжі, Тернополі.

### 2022
У 2022 році святкування Дня української хустки відбулося на тлі повномасштабної війни, що внесла корективи у проведення заходів. Темою свята стало єднання українських жінок, їхній внесок у боротьбу та стійкість нації – «Хустка – оберіг для ЗСУ».
Популяризація української хустки символізувала не лише культурну спадщину, а й солідарність та підтримку жінок, які перебувають на передовій, у волонтерському русі або вимушено покинули країну через бойові дії.
До святкувань долучилися як українки в Україні, так і в діаспорі по всьому світу. Масштабні флешмоби у соціальних мережах супроводжувалися публікаціями фото у традиційних хустках з хештегом #ДеньУкраїнськоїХустки. Також організовувалися онлайн-заходи та благодійні акції на підтримку українських жінок-військовослужбовців і переселенок.

### 2023
У 2023 році День Української Хустки продовжив тему єднання та підтримки жінок у воєнний час, а головним меседжем свята став – «Обійми хусткою».
Особливою темою 2023 року стало акцентування на відродженні і збереженні традицій, які в умовах війни стали ще більш значущими. До святкових заходів долучилися відомі українські митці, політичні діячі, громадські організації та освітні заклади. Окрім традиційних флешмобів у соцмережах, відбулися численні офлайн події: майстер-класи з пов'язування хусток, виставки, зустрічі з народними майстринями та тематичні заходи в школах і університетах.

## Галерея

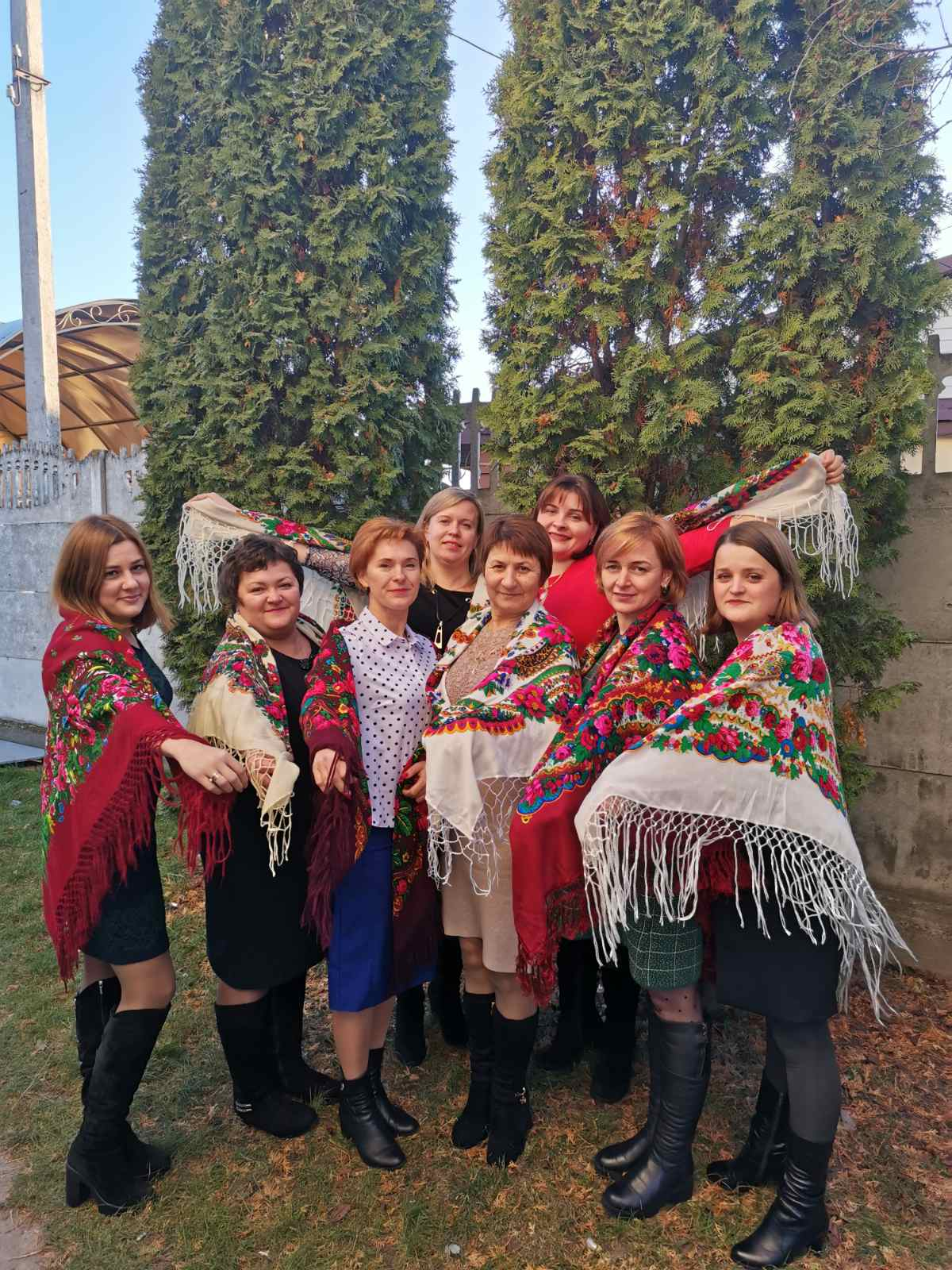
Працівниці та депутатки Демидівської селищної ради беруть участь у флешмобі «Зроби фото з хусткою», 2019 рік
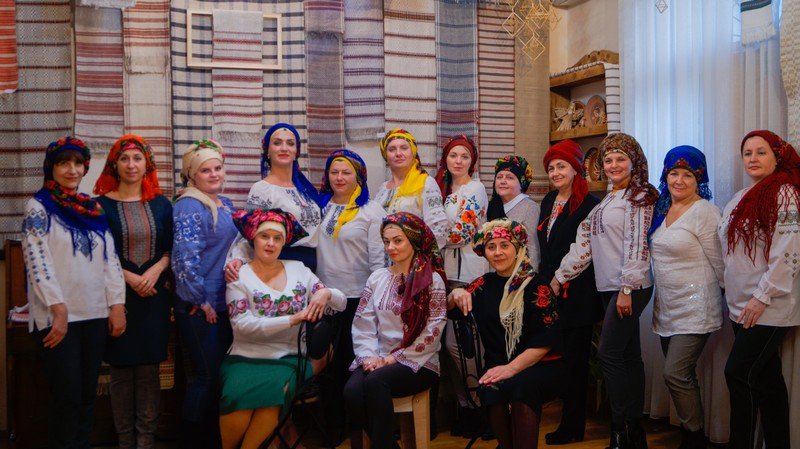
Відзначення у Вінницькому академічному обласному театрі ляльок, 2020 рік
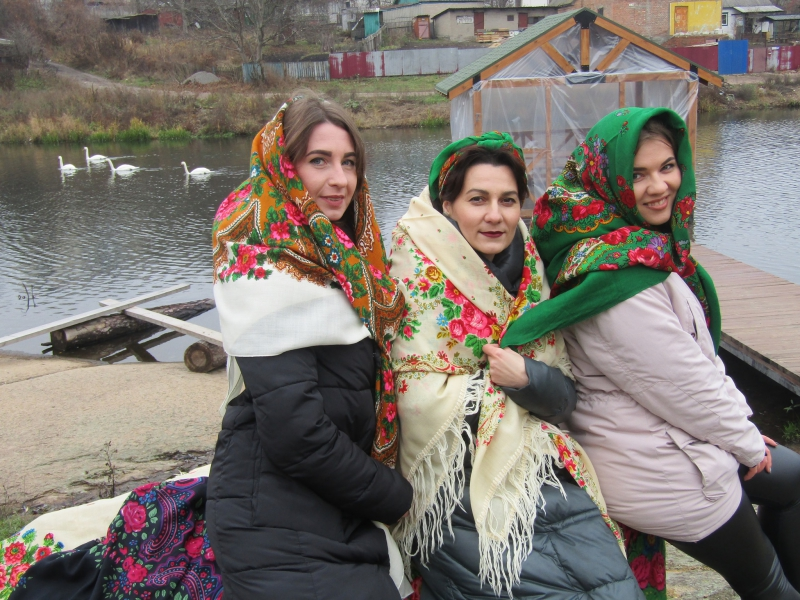
Відзначення на Коростенщині, 2020 рік
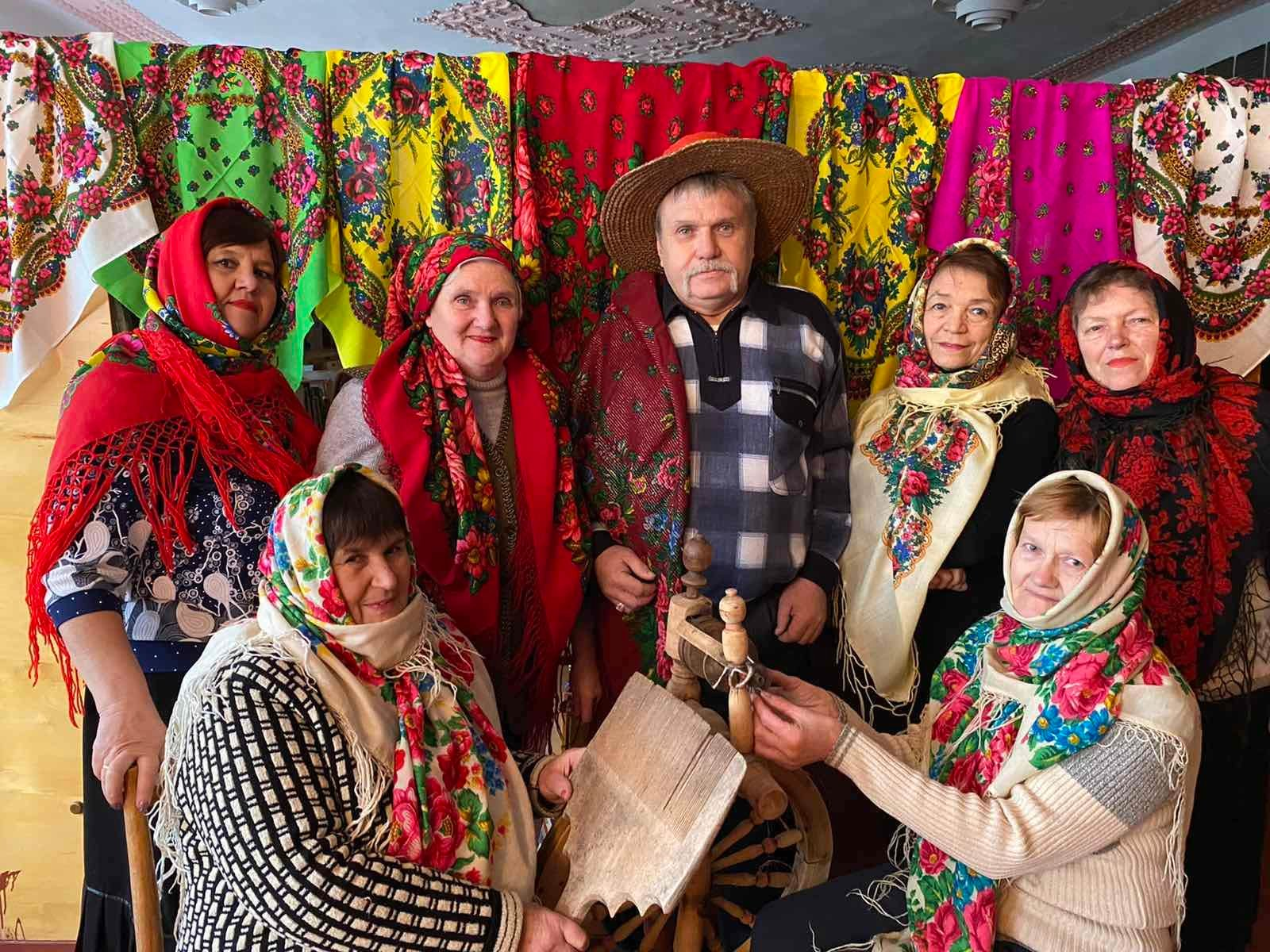
Відзначення у Чигиринській міській громаді, 2021 рік
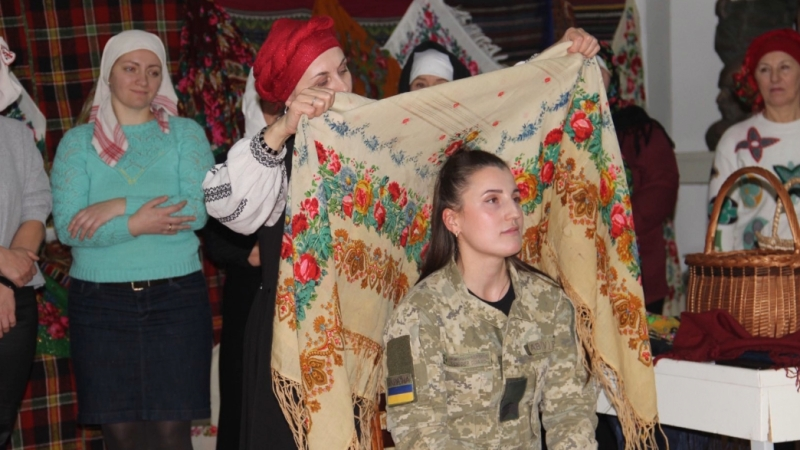
Майстер-клас у Шаргородській міській громаді, 2022 рік
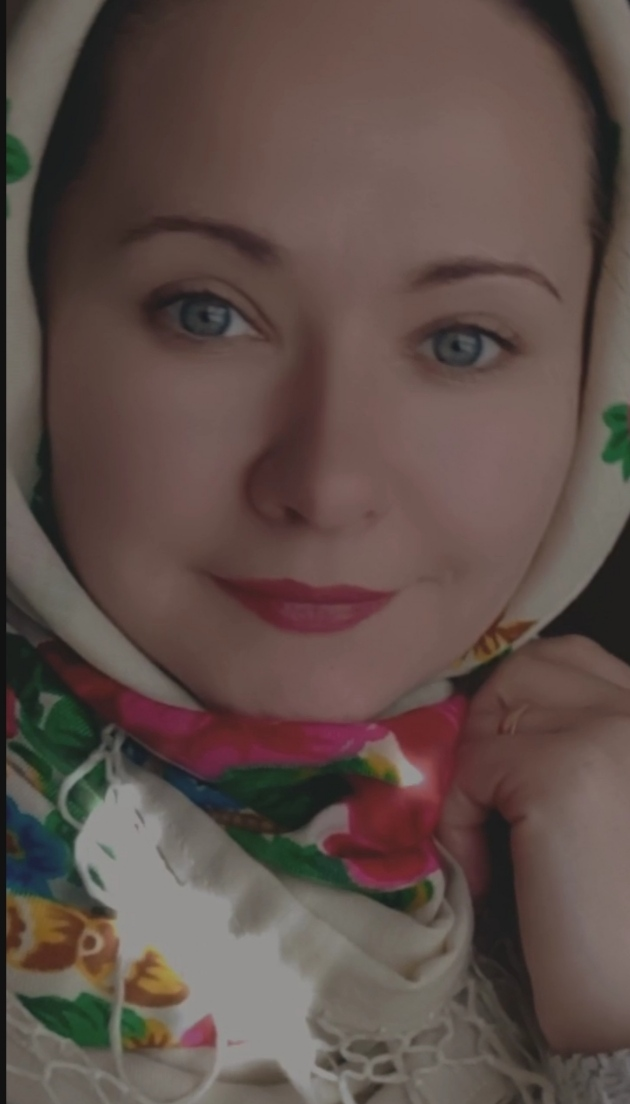
Дівчина в українській хустці, якій майже сто років, 2022 рік
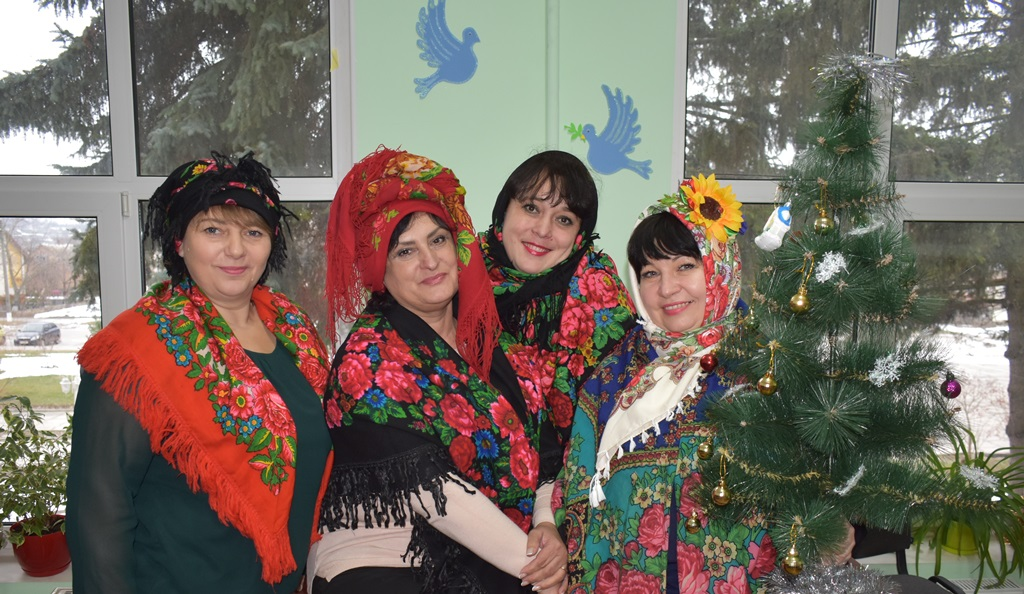
Працівниці Матусівської сільської ради, 2023 рік
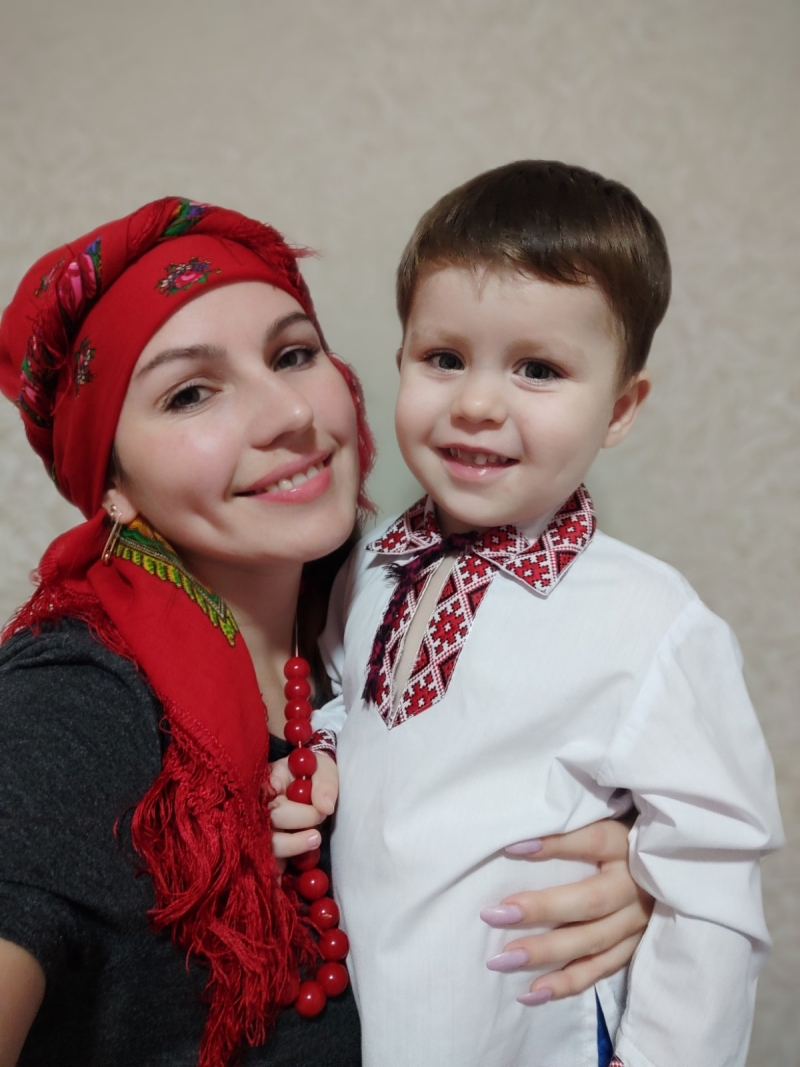
День української хустки у Суботцівській громаді, 2024 рік